# سيسيليا ميدينا
سيسيليا ميدينا (بالإسبانية: Cecilia Medina)‏ هي قاضية ومحامية تشيلية، ولدت في 17 نوفمبر 1935 في كونثبثيون في تشيلي.